# 時代 (嵐)
《時代》是嵐的第六枚單曲。於2001年8月1日發行。唱片公司為波麗佳音。

## 解說
- 自《因為你所以我存在》連續兩枚單曲取得公信榜首位，亦是波麗佳音時代的最後一張單曲。
- 事務所與波麗佳音解約後，本單曲內的歌曲未能收錄到原創專輯中，因此在移籍至J Storm後，重新收錄於精選專輯《嵐 Single Collection 1999-2001》中。
- PV於一廢棄工場內取景。
- 首次因成員主演連續劇推出單曲。

## 收錄曲
1. 時代
（作詞、作曲：TSUKASA）
日本電視台連續劇「金田一少年之事件簿3」主題曲（松本潤主演）
2. 戀情破碎（恋はブレッキー）
（作詞：久世瑪莉亞　作曲：馬飼野康二）
3. 時代（Original Karaoke）
4. 戀情破碎（Original Karaoke）